# Sh'ma Israel
Šema Izrael (ili Sh'ma Yisrael, Shema Israel ili samo Šema). Na hebrejskom שמע ישראל što znači "Čuj Izraele". Šema se izgovara ujutro i navečer i temeljna je molitva Judaizma. Mitzvah zapovijeda da se moli dva puta na dan.
Njen temeljan značaj je da je Bog taj koji se treba voljeti punim srcem, tijelom i dušom (odgovara 1. zapovijedi ljubavi). Potječe iz knjige Ponovljenog zakona (Pnz 6,4–9; 11,13-21) i Knjige Brojeva (Br 15,37–41).
Knjiga Ponovljenog zakona (Pnz) peta je knjiga Petoknjižja - Tore. Sastoji se od tri velika Mojsijeva govora Izraelcima na Moapskim poljanama nasuprot Jerihonu, a uoči ulaska u Obećanu zemlju približno 1260 pr. Kr. Redak je nastao najvjerojatnije za vladavine kralja Jošije (640-609 pr. Kr.) a sastoji se od šest riječi. Izvorno se sastojao od dva stiha (Pnz 6,4-5) dok se u židovskoj liturgiji koriste tri odjeljka: Pnz 6,4-9; Pnz 11,13-27; i Br 15,37-41. Kao molitva zajednice zajedno s Amidah i Alenu, čini jedan od tri stupa molitve zajednice, podsjećajući na velika Božja djela - stvaranje, objavu i otkupljenje. 

## Sadržaj

### Šema Izrael
Prve riječi koje se nazivaju Šema Izrael na hebrejskome: שמע ישראל יהוה אלהנו יהוה אחד. 
Hrvatska transkripcija: Šema Izrael, Adonaj elohenu, Adonaj ehad.
Prijevod glasi: "Čuj Izraele, Gospodin je naš Bog, Gospodin je jedan".
Moguć je i prijevod «Čuj, Izraele! Gospodin je Bog naš, Gospodin jedini!» koji izrazitije pokazuje monoteističku vjeru u jedinoga Boga, Boga živoga (usp. Pnz 5,26) koji je gospodar svega svijeta i svog naroda.

### V'ahavta
Drugi dio ove molitve počinje riječima: "I voljet ćeš ga...".  Spominje i: "nosi ove riječi oko ruku i glave" i "stavi ih na ovratnike" (misleći na mezuze, male kutijice u koje se stavlja pergamentni svitak ispisan odsječcima iz Biblije). 

## Značenje Šema
Sam naslov potječe od prve riječi odlomka, čime se naglašava da je Bog taj koji se preko Mojsija obraća Izraelskom narodu, a ne Izrael Bogu. Time ovaj odlomak postaje objava vjere i srž židovstva. Šema je tako prvenstveno jamstvo podaničke vjernosti Jednome Bogu čime je naglasak stavljen na dimenziju osobnog svjedočanstva. Bog je jedan, i traži posvemašnje predanje srca i poslušnosti svoga naroda. Uz osobnu dimenziju, Šema je i obvezatna molitva zajednice, koja njome izražava svoju vezanost na Boga koji im je objavio Toru, izbavio ih iz ropstva, a nastavit će im i ubuduće pomagati.

## Recitiranje Šema
Tora kaže da se Šema moli "Kada liježeš i kada se budiš", dakle ujutro i navečer. Ortodoksni i konzervativni judaizam kaže da se Šema mora moliti dva puta dnevno bez obzira na uvjete. S time se povezuje i molitveni položaj tijela. Ujutro se recitira stojeći, a uvečer ležeći. Prema Talmudu, redovitom molitvom ujutro i uvečer, Židovi ispunjavaju obvezu iz Knjige Jošuine (Jš 1,8) „razmišljaj o njoj (Knjizi zakona) dan i noć.“ Citiranje prvog retka naziva se i „prihvaćanjem jarma Boga Kralja“. Čim dijete progovori, otac ga poučava retku iz Pnz 33,4 (Mojsije nam je odredio zakon, Zbor Jakovljev njegovom posta baštinom) i uči ga čitati Šema.
Šema se čita dok se svitak Tore vadi iz zavjetnog kovčega za Šabat, te u drugim važnim životnim situacijama. Također je i molitva umirućih. Ako je umirući ne može sam govoriti u trenutku umiranja, prisutni oko njega govorit će je za njega.
Žene je mogu moliti samo u prisustvu muškaraca, što znači da je najčešće moli cijela obitelj.

## Odjeci Šema

### U kršćanstvu
Jedna je od mnogih rečenica Staroga zavjeta spomenutih u Novome. U Evanđeljima (Mk 12,28-31; Mt 22,34-40; Lk 10,25-28) Isus je navodi kao najveću i prvu zapovijed koja zajedno sa zapovijedi ljubavi prema bližnjemu čini srž Zakona i Proroka. Vrlo slično govori i rani kršćanski spis Didahe, navodeći također kako prvo treba ljubiti Boga koji te načinio i drugo bližnjega kao samoga sebe. (usp. Didahe 1, 2). Te dvije zapovijedi, od kojih je prva identična onoj koju sadrži Šema, a druga isto ima utemeljenje u Starom zavjetu (Lev 19,18) nazivaju se Isusovim zapovijedima ljubavi i temelj su kršćanskoga shvaćanja Zakona koji je bez ljubavi tortura, a u ljubavi sloboda.
Na Šema upućuje i Isusova izjava «Ja i Otac jedno smo» (Iv 10,30). Iako se prvenstveno odnosi na njihovu zajedničku moć, daje naslutiti i dublje i obuhvatnije jedinstvo što je bitno u kršćanskom shvaćanju jednoga i jedinoga Boga koji se objavio u Isusu Kristu. Apostol Pavao izriče tu vjeru da je «nama jedan Bog, Otac, od koga je sve, a mi za njega; i jedan Gospodin, Isus Krist, po kome je sve, i mi po njemu», što ne znači podjelu u jedinstvu Božje biti kako kaže Katekizam Katoličke Crkve: «Čvrsto vjerujemo i iskreno ispovijedamo da jest samo jedan pravi Bog, vječan i neizmjeran, svemoguć, nepromjenljiv, nepojmljiv i neizreciv, Otac, Sin i Duh Sveti: tri Osobe, ali jedna bit, jedna suština ili posvema jednostavna narav» (KKC 202), Crkva ispovijeda u nicejsko-carigradskom vjerovanju: «Vjerujem u jednoga Boga».

### U islamu
Vjera u jednoga i jedinoga Boga odjekuje i u Kuranu: «Tvoj Bog je jedan, nema drugog nego On!» (Qur'an 2, 136). Također, kratka ispovijest vjere u islamu glasi: «Nema Boga osim Alaha, Muhamed je Alahov prorok».

## Vanjske poveznice
- verzija molitve s prijevodom na engleski